# Korňa
Korňa (Hongaars: Kornyavölgy) is een Slowaakse gemeente in de regio Žilina, en maakt deel uit van het district Čadca.
Korňa telt 2.190 inwoners.